# Магнезијум
Магнезијум (Mg, лат. magnesium), земноалкални је метал IIА групе атомског броја 12. Гради 2+ јоне. Оксидациони број магнезијума у једињењима је искључиво +2, уз врло ретке изузетке где има оксидациони број +1. Има најнижу температуру топљења у групи земноалкалних метала. Стабилни изотопи магнезијума су: 24, 25 и 26. Он је осми најраспрострањенији елемент у Земљиној кори и девети генерално у познатом свемиру. Магнезијум је четврти по распрострањености елемент на Земљи у глобалу (иза жељеза, кисеоника и силицијума), чини око 13% укупне масе планете Земље и има највећи удео у плашту Земље. Релативно велика заступљеност магнезијума на Земљи је повезана са чињеницом да се он лако ствара при супернова распаду звезда путем секвенцијалног додавања три језгра атома хелијума на угљеник (који је такође направљен из три језгра атома хелијума). Због велике растворљивости магнезијумових јона у води, он је и трећи по заступљености растворени елемент у светским морима. Магнезијум се ствара у звездама већим од три сунчеве масе путем фузије хелијума и неона у алфа процесу при температурама изнад 600 мегакелвина.
У елементарном стању (као метал) се не може наћи у природи на Земљи јер је веома реактиван. Када се издвоји у елементарном стању стајањем на ваздуху врло брзо се оксидује те се његова површина прекрије танким слојем оксида (пасивизира се). У облику металног праха гори уз карактеристичан блештећи бели пламен, што га чини честим састојком за пиротехничке справе и ракете. Овај метал се данас најчешће добија електролизом магнезијумових соли изолованих из слане воде. Комерцијално, магнезијум се најчешће користи за легирање других метала те производњу легуре алуминијума и магнезијума познатије као магналијум или магнелијум. Пошто је магнезијум око трећине лакши од алуминија (има мању густину) ове легуре се цене због своје релативне лакоће и чврстоће. У људском телу, магнезијум је једанаести најзаступљенији елемент по маси. Његови јони су незамењиви за све живе ћелије, где они врше важну улогу у манипулацији важних биолошких полифосфатних једињења попут АТП, ДНК и РНК. Постоје стотине ензима којима су магнезијумови јони неопходни за функционисање. Једињења магнезијума се користе у медицини као лаксативи, антациди (нпр. млеко магнезијума) те у бројним другим ситуацијама када је неопходна стабилизација неуобичајеног надражаја неког нерва или када је потребно грчење крвних судова (нпр. при третману еклампсије). Магнезијумови јони су генерално киселог окуса и у ниским концентрацијама могу помоћи при ублажавању опорости природне минералне воде. У биљкама, магнезијум је метални јон у центру молекула хлорофила и зато је чест додатак вештачким ђубривима.
Чињеницу да је магнезијум посебан елемент први је утврдио Јосеф Блек, а у чистом облику је добијен тек 1808. године од стране Хамфри Дејвија.

## Историја
Име метала магнезијума потиче од старогрчког назива за дистрикт у Тесалији звани Магнезија. Назив му је у вези са магнетитом и манганом који такође потичу из овог подручја, а данас означавају сасвим друге супстанце. Године 1618. фармер у Епсому у Енглеској је покушао да напоји краве водом из једног извора. Међутим, краве су одбиле да пију ту воду због њеног горког укуса, а фармер је приметио да вода зацељује ране и повреде. Супстанца је постала позната као Епсом со, а њена слава се проширила. Касније је супстанца идентификована као хидратизовани магнезијум-сулфат .
Да је магнезијум посебан елемент први је утврдио Џозеф Блек, а метал какав се данас познаје први је открио Хамфри Дејви у Енглеској 1808. године. Он је користио електролизу мешавине магнезијума и жива-оксида. Антоан Буси је 1831. године успео да добије кохерентни облик магнезијума. Дејви је предложио да се овај елемент назове магнијум, међутим данас се користи назив магнезијум.

## Заступљеност и добијање
Магнезијум је заступљен у земљиној кори у количини од 2,74%. У природи се магнезијум веома често налази везан у виду силиката, али са становишта добијања најважнији минерали су му: доломита, магнезита, карналита, калцита и карбоната. У морској води је заступљен у количини од 1200 ppm (енгл. parts per million), у облику раствора соли Mg2+.
Намирнице које су најбогатије магнезијумом су (у 100 грама намирница):
- семе диње — 520
- какао — 420
- стабљика першуна — 291
- соја — 250
- ораси — 130-190
- боранија — 169
- јабука са кором — 103

## Једињења
Најважнија магнезијумова једињења су: магнезијум оксид (MgO) магнезијум хидроксид (Mg(OH)2) и његове соли. Водени раствори у којима је велика концентрација Mg2+ имају горак укус.
Легуре магнезијума и бакра су веома издржљиве механички са једном од најмањих густина међу легурама.

## Особине
Елементарни магнезијум је чврст, сребрнаст метал, веома мале густине (две трећине густине алуминијума). Метални магнезијум се веома лако оксидује на ваздуху, али слично као и код алуминијума процес корозије магнезијума се зауставља због пасивизације. Међутим, за разлику од других алкалних метала, за чување магнезијума није неопходна околина без кисеоника, јер се пасивизирани слој врло тешко уклања. Као и његов комшија из периодног система, калцијум, чист магнезијум веома лако реагује са водом на собној температури градећи хидроксид, мада се та реакција одвија далеко спорије него код калцијума. Када се потопи у воду, на површини магнезијума појављују се мехурићи водоника, много брже ако је магнезијум у праху. На вишим температурама, реакција је много бржа. Способност магнезијума да реагује са водом може бити искориштена за производњу енергије и покретање машина на бази магнезијума. Магнезијум егзотермно реагује са већином киселина, попут хлороводоничне киселине (HCl). Као и са алуминијем, цинком и многим другим металима, реакција са хлороводичном киселином даје хлориде метала и отпушта водоник као гас. Магнезијум редукује већину оксида чак и угљен(IV) оксид. Магнезијум гори у угљеник(IV) оксиду (који служи за гашење пожара) и редукује га, при чему се ствара MgO и ослобађа се угљеник у виду чађи.
Магнезијум је изузетно запаљив метал. Лако се може запалити ако је у облику праха или изрезан у танке плочице, а много теже се може запалити у облику већег, компактнијег предмета. Једном запаљен, врло тешко се може угасити, а може да гори и у атмосфери азота (стварајући магнезијум-нитрид), угљеник-диоксида (дајући магнезијум-оксид и угљеник) те у води (дајући магнезијум-оксид и водоник). Ова особина се користила у запаљивом оружју у Другом светском рату, нарочито у запаљивим авионским бомбама. Једина одбрана од пожара код такве врсте бомбе била је гашење ватре сувим песком да би се онемогућио доток кисеоника. Сагоревајући у ваздуху, магнезијум производи блештеће бело светло као и снажно ултраљубичасто. Прах магнезијума се некад користио као извор осветљења у раним данима фотографије. Касније, магнезијумове траке су кориштене за електрично побуђивање сијалица за блицеве. Прах магнезијума се користи за производњу ватромета те за сигналне поморске бакље где се тражи блештава бела светлост. Температура пламена магнезијума и његових легура може достићи око 3100 °C, али је висина коју достиже пламен изнад горућег метала обично мања од 300 mm. Магнезијум се може користити и као извор паљења термита, мешавине алуминијума и праха жељезо оксида који је другим начинима врло тешко запалити. Ова особина магнезијума се манифестује због велике специфичне топлоте магнезијума, по чему је четврти међу металима.
Једињења магнезијума су углавном у облику белих кристала. Већина њих је растворљива у води, којој јон магнезијума 2+ даје кисели, опор укус. Мање количине растворених јона магнезијума доприносе опорости и укусу природних вода. Јони магнезијума у већим количинама су јонски лаксативи, а понекад се у ове сврхе користи и магнезијум-сулфат (познат и као епсом со). Такозвано млеко магнезијума је водена суспензија неког од малобројних нерастворљивих магнезијумових спојева, магнезијум-хидроксида. Свој назив дугује нераствореним честицама које због којих изгледа попут млека. Млеко магнезијума је блага база која се често користи као антацид са лаксативним пропратним ефектима. Катјони Mg2+ спадају у V аналитичку групу катиона.

### Изотопи
Магнезијум има три стабилна изотопа: 24, 25 и 26Mg. Сви су присутни у значајним количинама. Око 79% магнезијума у природи је изотоп 24. Изотоп 28 је радиоактиван, а од 1950-их до 1970-их су га производиле неке нуклеарне електране за потребе научних експеримената. Овај изотоп има релативно кратко време полураспада (око 21 сат), тако да је његова употреба ограничена временом испоруке. Изотоп 26Mg је пронашао примену у изотопској геологији, слично као и алуминијум. Овај изотоп је радиогенски производ („кћерка”) изотопа 26Al, чије је време полураспада око 717 хиљада година. Велико обогаћивање стабилног 26Mg је уочено у инклузијама богатим калцијем и алуминијем у неким угљеничним хондритима. Неуобичајени садржај изотопа 26Mg је објашњен распадом његовог претходника 26 у инклузијама. Стога се сматра да је такав метеорит формиран у звезданим небулама пре него што се 26Al распао. Ови фрагменти се сматрају једним од најстаријих објеката у Сунчевом систему те су у њима садржани подаци о раној историји свемира.
Уобичајено је да се приказује  у поређењу са односом Al/Mg. На скали изохроног датирања, однос Al/Mg се приказује у виду . Угао изохроне линије не указује на значајнији показатељ старости, али показује почетни однос  у узорку када су се системи одвојили од заједничког исходишта.

## Примена
Као редукционо средство магнезијум се користи за добијање метала из њихових оксида, као и за катодну заштиту метала од корозије. Легуре магнезијума са бакром се користе у авио-индустрији као и у космичкој индустрији, тамо где су легуре титанијума и алуминијума сувише тешке. У сличним ситуацијама се користе и легуре алуминијума са магнезијумом.

## Биолошки значај
Магнезијум улази у састав хлорофила, јони магнезијума играју битну улогу у одржању осмотског притиска у крви и другим ткивима и у прослеђивању импулса у нервном систему.
Дневне потребе за магнезијумом код одраслог човека износе између 300-400 mg и премда магнезијума у природној средини има у намирницама које користи човек, магнезијума је све мање због ђубрења хемијским једињењима која садрже калијум. Међу последице недостатка магнезијума спадају и: прекомерна употреба алкохола, стрес, прекомерно коришћење масних намирница, пропадање бубрега.
Показатељи недостатка магнезијума могу да бити: нагла вртења у глави, главобоља, несаница, знојење ноћу, пораст опадања косе, ломљење ноктију, кварење и ломљење зуба, проблеми са срцем, мучнина, повраћање, грчеви и слабост/болови мишића, успореност, клонулост, узнемиреност, нервоза...